# Attidops cinctipes
Attidops cinctipes är en spindelart som först beskrevs av Banks 1900.  Attidops cinctipes ingår i släktet Attidops och familjen hoppspindlar. Inga underarter finns listade.